# برايان جاكسون (لاعب دوري الرغبي)
برايان جاكسون (بالإنجليزية: Brian Jackson)‏ هو لاعب دوري الرغبي أسترالي، ولد في 9 أغسطس 1966 في أستراليا.